# 阿斯捷·尼古拉
阿斯捷·尼古拉（法語：Astier Nicolas，1989年1月19日—），法国男子马术运动员。他曾代表法国参加2016年夏季奥林匹克运动会马术比赛，获得团体三项赛金牌和个人三项赛银牌。